# Rebels
Rebels (někdy též označováni jako The Rebels) byli československá rocková skupina. Založili ji v červenci 1967 Jiří Korn a Svatopluk Čech. Zazářili v roce 1967 s west-coastovým repertoárem téměř kompletně převzatým od amerických The Mamas and the Papas. Ve své hudbě používali též prvky britského merseybeatu. Na 1. československém beatovém festivalu v témže roce zvítězila kapela v kategorii Objev roku, roku 1968 vydali své první album Šípková Růženka. Na podzim 1968 odjeli na dlouhodobé turné po Západním Německu, Polsku a Rakousku. Skupina se začátkem roku 1970 rozpadla. V listopadu 1968 nazpíval Josef Plíva, bývalý člen Rebels, s Orchestrem Václava Zahradníka anglickou verzi Šípkové Růženky pod názvem Fairy-Tales in Beat.
Jednorázového reunionu se kapela dočkala v roce 1991 v rámci série koncertů Comeback. K obnovení činnosti skupiny došlo v roce 1999, kdy vydali nové eponymní album. Rebels následně koncertovali (též s hostem Davidem Jahnem na klávesy) minimálně do roku 2007.

## Obsazení
- Josef Plíva – sólová kytara, zpěv (1967–1968)
- Zdeněk Juračka – sólová kytara, zpěv (1968–1970, 1999–2007?)
- Svatopluk Čech – baskytara, zpěv (1967–1968)
- Jiří Korn – zpěv, rytmická kytara (1967–1968), baskytara (1968–1970, 1999–2007?)
- Ctibor (Borek) Kadlec – klávesy (1967–1968)
- Miroslav Helcl – klávesy (1968)
- Jiří Schilder – bicí (1967)
- Anatoli Kohout – bicí (1967–1968)
- Karel Káša Jahn – bicí (1968–1970, 1999–2007?)

## Diskografie

### Alba
- Šípková Růženka (Supraphon 1968)
- Komplet (Bonton 1996; kompilace)
- Rebels (Warner Music 1999)
- Rebels Live 2003 (Puky Records 2003; živé album)

### Singly
- „Definitivní konec“/„Pět havranů“ (Supraphon 1968)
- „A zazvonil zvonec“/„Hrnečku vař!“ (Supraphon 1968)
- „Hloupej Honza“/„Šípková Růženka“ (Supraphon 1969)
- „Měl v kapse díru“/„Zakopanej pes“ (Panton 1970)